# شیرعسلی

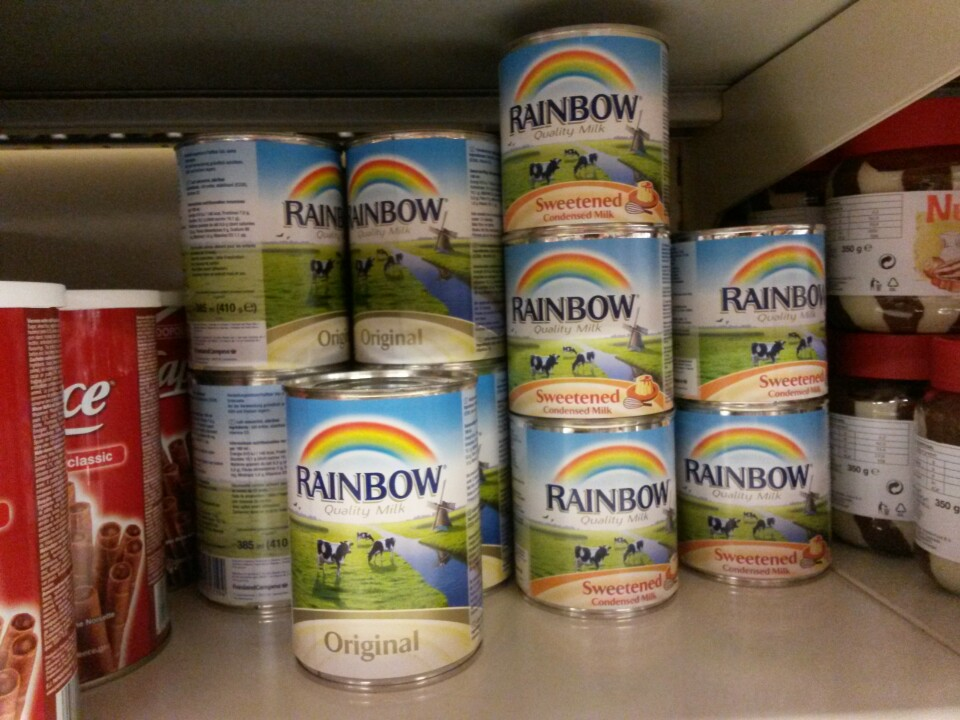
به صورت کنسرو

شیرعسلی یا شیر غلیظ همان شیر گاو است که مقداری از آب آن برچیده شده و به آن شکر افزوده شده است. محصول به‌دست آمده بسیار شیرین و غلیظ است و نوع کنسرو شدهٔ آن می‌تواند برای سال‌ها (در صورت بسته بودن درب آن) خارج از یخچال نگهداری شود. در گذشته شیر تغلیظ شده غیر شیرین نیز تولید می‌شد، ولی مدت نگهداری آن بسیار کمتر بود. امروزه نوع غیر شیرین آن که فرایند تولید پیچیده‌تری دارد در بسیاری کشورها از جمله آمریکا و ایران معمول نیست. با این‌حال در آلمان نوع شیرین نشده آن معمول‌تر بوده و در پرو هر دو گونه به یک میزان طرفدار دارد. به آن شیر تغلیظ‌شده نیز گفته می‌شود.
شیرعسلی در بسیاری از کشورها مانند برزیل، هنگ‌کنگ، روسیه و سریلانکا به عنوان دسر مصرف می‌شود.

## تاریخچه
در یادداشت‌های مارکوپولو آمده است که تاتارها قادر بوده‌اند که شیر را به مقدار زیادی متراکم کنند. به گونه‌ای که هر مرد جنگی همواره با خود حدود چهارونیم کیلوگرم از این محصول حمل می‌کرده و هرزمان که مایل بوده، آن را با آب مخلوط می‌نموده است. با این‌حال به‌نظر می‌رسد که اشاره مارکوپولو به نوعی کشک نرم باشد که هنگام رقیق شدن با آب، می‌تواند محصولی مانند دوغ تولید کند؛ بنابراین می‌توان نتیجه گرفت که منظور وی شیر تخمیر شده بوده و نه شیر تازه.
برای نخستین بار، شیر در سال ۱۸۲۰ توسط نیکولا آپر در فرانسه تغلیظ شد. اندکی بعد و در سال ۱۹۵۳ گیل بوردن آمریکایی نیز دست به این اقدام زد. تا پیش از آن، امکان نگهداری شیر به مدت بیش از چندساعت نبود و تنها راه دسترسی به شیر تازه، زندگی در نزدیکی یک گاو زنده بود. در سال ۱۹۵۱ و در بازگشت از سفر انگلستان، بوردن عمیقاً تحت تأثیر مرگ چند کودک بر اثر کمبود شیر در کشتی قرار گرفت. او یک سال بعدی زندگیش را صرف تحقیق و آزمایش بر روی روشی کرد که بتواند بدون داغ کردن یا تخمیر شیر و تبدیل آن به کشک، مدت نگهداری آن را زیاد کند. او در این کار از وسایلی که برای تغلیظ آب میوه به‌کار می‌رفت الهام گرفت. او در راه اندازی دو کارخانه نخست شکست خورد؛ ولی سومین اقدام وی موفقیت‌آمیز بود و او موفق شد با کمک شریک خود، شیر تغلیظ شده‌ای تولید کند که بدون نیاز به سرما، ماندگاری طولانی‌تری داشت.